# 吉田聖子
吉田聖子（1986年3月15日—），出身於日本新潟县的女性配音員。畢業於新潟縣立三条東高等學校、國際映像媒體専門學校聲優科。身高160cm，體重53kg。目前隸屬於Mausu Promotion。

## 作品
※粗體字表示說明飾演的主要角色。

### 電視動畫
2008年
- 二十面相少女（觀眾A）

2009年
- 海貓悲鳴時（貝爾芬格）
- CANAAN（国家安全保障担当補佐官）
- 神曲奏界Polyphonica（ウコン・タリヴァーナ）
- 戰鬥司書 The book of Bantorra（伊雅＝米拉）

2010年
- 海月姬（莉娜）
- 女僕咖啡廳（福沢晶）
- Heartcatch 光之美少女!（佐久間淑子）
- 变身！公主偶像（妖精B）
- FORTUNE ARTERIAL（女學生）

2011年
- 火影忍者疾風傳（娘）
- 魔法少女小圓☆魔力（上条恭介）
- 人家一點都不喜歡啦！（女子）
- 靈異E接觸（アナウンサー、弟、魔王、側近）
- 青之驅魔師（主婦）
- 笨蛋，測驗，召喚獸 2（3年級女子A）

2012年
- Another（水野早苗）
- Fate/Zero 第2期（小孩）
- DOG DAYS'（安琪）
- JoJo的奇妙冒险（記者）

2013年
- 失憶症（Rika）
- 成年女性的動畫時間 不在他處 正是此地

2014年
- 魔術快斗1412

2015年
- 新妹魔王的契約者（潔絲特）
- DOG DAYS（安琪）
- 新妹魔王的契約者 BURST（潔絲特）

### OVA
- 另一個世界Extra 魔法少女夕映 魔法少女夕映♥（S･デュ･シャ）

### 劇場版動畫
- 空之境界 第四章 伽藍之洞（護士B）
- 空之境界 第五章 矛盾螺旋（新聞主播）
- 空之境界（先行版）（兩儀式、新聞主播）

### 遊戲
- 屍體派對 血腥籠罩（霧崎凍孤、鈴本雪江）
- 屍體派對 暗影之書（霧崎凍孤）
- 屍體派對 幸子的戀愛遊戲 Hysteric Birthday 2U（霧崎凍孤）
- 拳皇XIV（蕾欧娜‧海迪伦）
- 拳皇世界（蕾欧娜‧海迪伦）
- 拳皇全明星（蕾欧娜‧海迪伦，暴走蕾欧娜）
- SNK Heroine: Tag Team Frenzy（蕾欧娜‧海迪伦）
- 100%橙汁（Suguri，460亿年后的Suguri）
- 拳皇XV（蕾欧娜‧海迪伦）
- 聖火降魔錄 英雄雲集（諾瓦爾）

### 外語配音（動畫）
- LittleMonsters

### 實寫
- （千葉電視台）- 第22、23回，客串演出

## 註解
1. ↑  .   [2011-06-07]. （原始内容存档于2012-01-21）.

## 外部連結
- （日語） マウスプロモーション公式サイト：所属タレント （页面存档备份，存于），事務所上的介紹。